# إنيز بروت
إنيز بروت (بالإنجليزية: Inez Pruitt)‏ هي طبيبة أمريكية، ولدت في 1962.